# Morotești
Morotești – wieś w Rumunii, w okręgu Braiła, w gminie Unirea. W 2011 roku pozostawała niezamieszkana.